# Issabela Camil
Erika Ellice Sotres Starr (Ciudad de México, 6 de febrero de 1969), conocida artísticamente como Issabela Camil, es una actriz mexicana. Es también hermana del actor mexicano Jaime Camil y está casada con el actor y productor mexicano Sergio Mayer. Sus padres son el mexicano Armando Sotres y la modelo estadounidense Tony Starr. Desde pequeña mostró interés en el mundo del espectáculo. Ingresó al CEA Televisa en 1995.

## Carrera
Empieza su trayectoria como actriz a mediados de la década de 1990 en pequeños papeles y obras teatrales. En 2002 participa en Lo que es el amor interpretando un pequeño papel.
En 2005 tiene una participación especial en la telenovela La ley del silencio.
En 2007 reaparece estelarizando una participación especial en la telenovela La fea más bella junto a su hermano Jaime Camil, y las actrices Angélica Vale, Elizabeth Álvarez y Paty Navidad.
Trabaja en 2008 en la serie El pantera compartiendo créditos con Luis Roberto Guzmán.
En 2010 el productor Pedro Torres la invita a protagonizar el capítulo "Anette y Ana, nobles", de la serie de televisión Mujeres asesinas 3, donde esta vez actúa junto a Belinda y William Levy.
Ese mismo año, José Alberto Castro la invita a interpretar un papel estelar como antagonista en Teresa junto a Angelique Boyer y Sebastián Rulli.
En 2012 es una de las antagonistas en la telenovela Abismo de pasión de Angelli Nesma Medina, donde trabaja al lado de Angelique Boyer y David Zepeda.
Para 2013 Pedro Torres nuevamente la invita a participar en una serie, versión mexicana de la serie estadounidense Gossip Girl, ahora titulada Gossip Girl Acapulco donde interpreta a "Lili López-Haro".
En el mismo año estelariza en Lo que la vida me robó, producción de Angelli Nesma Medina, donde esta vez comparte créditos con Daniela Castro, Sebastián Rulli, Angelique Boyer, Luis Roberto Guzmán y Sergio Sendel.
En 2020 participa en la telenovela Vencer el desamor producción de Rosy Ocampo en el papel de Lynda Brown una exitosa empresaria de Los Ángeles quién se enamora de "Eduardo Falcón" interpretado por Juan Diego Covarrubias.
Tras 4 años, regresa a las telenovelas en La historia de Juana, que es una nueva versión de la exitosa telenovela venezolana Juana, la virgen y dónde ella interpreta a Amparo Robledo.

## Filmografía

### Televisión
- La historia de Juana (2024) - Amparo Robledo[1]
- Vencer el desamor (2020-2021) - Linda Brown
- Por amar sin ley (2018) - Isabel Palacios de Soto
- Muy padres (2017) - Déborah Rondón
- Hoy voy a cambiar (2017) - Esther "Esthercita" Ramos Millán
- Mujeres de negro (2016) - Miriam del Villar
- Pasión y poder (2015-2016) - Caridad Herrera Fuentes
- Lo que la vida me robó (2013-2014) - Amelia Bertrand de Arechiga
- Gossip Girl Acapulco (2013) - Liliana "Lili" López-Haro
- Abismo de pasión (2012) - Ingrid Navarro Vda. de Jasso
- Teresa (2010) - Paloma Dueñas.
- Capadocia (2010) - Grace Ferreira
- Mujeres asesinas (2010) - Ana VanDyrik
- El Pantera (2008) - Virginia
- La fea más bella (2006) - Isabella del Conde
- La ley del silencio (2005) - Julia
- Lo que es el amor (2002) - Gloria Ocampo
- El centinela (1996) - Maya Carasco
- Walker, Texas Ranger (1996) - Juanita Ortiz

### Cine
- Que huevos, Sofía" (2025) - esposa de Maciel
- Las horas contigo (2015) - Amanda
- Volando bajo (2014) - Ingrid Larsson
- Sofía (2000) - Sofía Harris
- Coyote (1997) - Isabel Piqueras